# Соглашение о трёхэтапном прекращении огня между Израилем и ХАМАС
Соглашение о трёхэтапном прекращении огня между Израилем и ХАМАС было достигнуто сторонами 15 января 2025 года. Предложение было подготовлено посредниками из США, Египта и Катара и представлено президентом США Джо Байденом 31 мая 2024 года. К январю 2025 года аналогичное предложение было согласовано Израилем и ХАМАС. Это предложение представляло собой последовательную инициативу, состоящую из трёх этапов, начиная с шестинедельного прекращения огня, освобождения всех израильтян, удерживаемых в Газе, в обмен на освобождение палестинцев, удерживаемых Израилем, постоянного прекращения огня, ухода Израиля из Газы и процесса восстановления, который должен был продлиться от трёх до пяти лет. Однако уже в марте 2025 года перемирие утратило силу.

## Предыстория
Боевые действия в секторе Газа начались после нападения боевиков ХАМАС на Израиль в октябре 2023 года, в результате которого погибли около 1200 человек, ещё 250 были захвачены в заложники, которых удерживали в Газе. Израиль в ответ начал операцию «Железные мечи», жертвами которой, по данным Минздрава Газы, подконтрольного ХАМАС, стали более 46 000 палестинцев. При этом местные чиновники не делают различий между мирными жителями и боевиками, но заявляют, что женщины и дети составляют более половины погибших.
К 15 января 2025 года в Газе оставалось 95 израильских заложников, включая женщин и детей. Сколько из них было на этот момент живо — неизвестно.

## Прекращение огня
Прекращение огня вступило в силу 19 января в 09:30 по местному времени. По соглашению, израильская армия покинула контрольно-пропускные пункты в коридоре Нецарим между южной и северной Газой 22 января.
На седьмой день после обмена пленными, после освобождения семи израильских пленников, армия Израиля начнёт вывод войск из Газы. После этого жители северной Газы смогут вернуться домой.

### Три этапа

#### Первый этап
Первый этап длился 42 дня, в течение которых будет освобождено 33 израильских заложника и около 1900 палестинских заключённых (из них 1167 арестованных после 7 октября 2023 года). В эти дни израильские военно-воздушные силы приостановят свою деятельность в Газе на 12 часов в те дни, когда будут освобождены пленники, и на 10 часов в другие дни.
Министерство юстиции Израиля опубликовало список из 735 палестинцев, которые будут освобождены в рамках обмена. Также опубликованы имена 95 палестинцев, которые будут освобождены в первую очередь. Список заключённых, освобождаемых в каждый день обмена, должен быть опубликован за день до этого.

#### Второй этап
Во втором этапе планировалось полное выведение израильских войск из Филадельфийского коридора и коридора Нецарим.
Возобновление боевых действий
18 марта 2025 года Израиль возобновил наземную операцию в секторе Газа. Причиной возобновления войны и утраты перемирия стало то, что ХАМАС отказались освободить заложников в срок и продлить действие документа.